# 克雷梅內茨 (沃倫州)
50°55′9″N 25°12′17″E / 50.91917°N 25.20472°E
克雷梅內茨（烏克蘭語：Кременець）是烏克蘭西部的村落，隸屬沃倫州盧茨克區科帕奇夫卡市鎮，距離佩雷斯帕約10公里，距離盧茨克約25公里，面積2.36平方公里，海拔高度192米，2001年人口891，人口密度每平方公里377.06人。